# Acnephalum andrenoides
Acnephalum andrenoides är en tvåvingeart som först beskrevs av Christian Rudolph Wilhelm Wiedemann 1828.  Acnephalum andrenoides ingår i släktet Acnephalum och familjen rovflugor. Inga underarter finns listade i Catalogue of Life.